# Campeonato Europeo de Boxeo Aficionado de 2024
El XLIV Campeonato Europeo de Boxeo Aficionado se celebró en Belgrado (Serbia) entre el 15 y el 29 de abril de 2024 bajo la organización de la Confederación Europea de Boxeo (EUBC) y la Federación Serbia de Boxeo Aficionado.
Las competiciones se realizaron en el Pabellón Aleksandar Nikolić de la capital serbia. Paralelamente se disputó el XIV Campeonato Europeo de Boxeo Aficionado Femenino.

## Medallistas
| Evento                | Oro                            | Plata                          | Bronce                                                 |
| --------------------- | ------------------------------ | ------------------------------ | ------------------------------------------------------ |
| Minimosca (48 kg)     | Edmond Judoyan · Rusia         | Baregam Harutiunian Armenia    | Rade Joksimović Serbia Erguiunal Sebajtin Bulgaria     |
| Mosca (51 kg)         | Samet Gümüş Turquía            | Attila Bernáth · Hungría       | Rafael Lozano Serrano · España Omer Ametović · Serbia  |
| Gallo (54 kg)         | Dmitri Dvali · Rusia           | Billal Bennama Francia         | Gábor Virbán · Hungría Yasen Radev · Bulgaria          |
| Pluma (57 kg)         | Eduard Savvin · Rusia          | Javier Ibáñez Díaz Bulgaria    | Samuel Kistohurry Francia Artur Bazeyan Armenia        |
| Ligero (60 kg)        | Vsevolod Shumkov · Rusia       | Radoslav Rosenov Bulgaria      | Artur Sahakian · Armenia Tomislav Đinović · Montenegro |
| Superligero (63,5 kg) | Gabil Mamedov · Rusia          | Alexandru Paraschiv Moldavia   | Richárd Kovács · Hungría Malik Həsənov · Azerbaiyán    |
| Wélter (67 kg)        | Tarjan Idigov · Rusia          | Lasha Guruli Georgia           | Vahid Abasov Serbia Ararat Harutiunian Armenia         |
| Semimedio (71 kg)     | Jovan Nikolić Serbia           | Eskerjan Madiyev Georgia       | Vasile Cebotari Moldavia Tuğrulhan Erdemir Turquía     |
| Medio (75 kg)         | Rami Kiwan Bulgaria            | Dzhambulat Bizhamov · Rusia    | Remo Salvati · Italia Almir Memić · Serbia             |
| Semipesado (80 kg)    | Gabrijel Veočić · Croacia      | Rastko Simić Serbia            | Saveli Sadoma · Rusia Yojerlin César · Francia         |
| Crucero (86 kg)       | Sharabutdin Atayev · Rusia     | Aliaxei Alfiorau · Bielorrusia | Veljko Ražnatović · Serbia Vincenzo Lizzi · Italia     |
| Pesado (92 kg)        | Muslim Gadzhimagomedov · Rusia | Narek Manasian Armenia         | Sadam Magomedov Serbia Loren Alfonso Azerbaiyán        |
| Superpesado (+92 kg)  | Ayoub Ghadfa · España          | Dušan Veletić Serbia           | Yordan Hernández · Bulgaria Luka Pratljačić · Croacia  |

## Medallero
| Núm. | País        | Oro | Plata | Bronce | Total |
| ---- | ----------- | --- | ----- | ------ | ----- |
| 1    | Rusia       | 8   | 1     | 1      | 10    |
| 2    | Serbia      | 1   | 2     | 6      | 9     |
| 3    | Bulgaria    | 1   | 2     | 3      | 6     |
| 4    | Croacia     | 1   | 0     | 1      | 2     |
| 4    | España      | 1   | 0     | 1      | 2     |
| 4    | Turquía     | 1   | 0     | 1      | 2     |
| 7    | Armenia     | 0   | 2     | 3      | 5     |
| 8    | Georgia     | 0   | 2     | 0      | 2     |
| 9    | Francia     | 0   | 1     | 2      | 3     |
| 9    | Hungría     | 0   | 1     | 2      | 3     |
| 11   | Moldavia    | 0   | 1     | 1      | 2     |
| 12   | Bielorrusia | 0   | 1     | 0      | 1     |
| 13   | Azerbaiyán  | 0   | 0     | 2      | 2     |
| 13   | Italia      | 0   | 0     | 2      | 2     |
| 15   | Montenegro  | 0   | 0     | 1      | 1     |
|      | TOTAL       | 13  | 13    | 26     | 52    |